# KCNMB1
KCNMB1 (англ. Potassium calcium-activated channel subfamily M regulatory beta subunit 1) – білок, який кодується однойменним геном, розташованим у людей на короткому плечі 5-ї хромосоми.  Довжина поліпептидного ланцюга білка становить 191 амінокислот, а молекулярна маса — 21 797.
| 10         |  | 20         |  | 30         |  | 40         |  | 50         |
| ---------- |  | ---------- |  | ---------- |  | ---------- |  | ---------- |
| MVKKLVMAQK |  | RGETRALCLG |  | VTMVVCAVIT |  | YYILVTTVLP |  | LYQKSVWTQE |
| SKCHLIETNI |  | RDQEELKGKK |  | VPQYPCLWVN |  | VSAAGRWAVL |  | YHTEDTRDQN |
| QQCSYIPGSV |  | DNYQTARADV |  | EKVRAKFQEQ |  | QVFYCFSAPR |  | GNETSVLFQR |
| LYGPQALLFS |  | LFWPTFLLTG |  | GLLIIAMVKS |  | NQYLSILAAQ |  | K          |

A: Аланін

C: Цистеїн

D: Аспарагінова кислота

E: Глутамінова кислота

F: Фенілаланін

G: Гліцин

H: Гістидин

I: Ізолейцин

K: Лізин

L: Лейцин

M: Метіонін

N: Аспарагін

P: Пролін

Q: Глутамін

R: Аргінін

S: Серин

T: Треонін

V: Валін

W: Триптофан

Кодований геном білок за функцією належить до іонних каналів. 
Задіяний у таких біологічних процесах як транспорт іонів, транспорт, поліморфізм, альтернативний сплайсинг. 
Локалізований у мембрані.